# نورالدین کحاله
نورالدین الکحاله (تولد ۱۹۰۸ – مرگ ۱۹۶۵) او مهندس و سیاست‌مدار سوری بود که در زمان جمهوری متحده عربی و رئاست جمال عبدالناصر در بین سال‌های (۱۹۵۸–۱۹۶۱) نخست‌وزیر اقلیم سوریه بود.